# Specie in pericolo

La categoria «In Pericolo» nella versione 3.1 del 2008 della Lista Rossa della IUCN

Secondo la IUCN, si classifica in pericolo (abbreviato ufficialmente come EN dal nome originale in inglese, Endangered) una specie che soddisfa almeno uno dei seguenti criteri: riduzione della popolazione dell'ordine del 50-70%; deterioramento dell'ambiente ma in misura minore rispetto alla categoria in pericolo critico; dimensione della popolazione inferiore a 2 500 individui maturi ma in declino o fortemente fluttuante; popolazione al di sotto di 250 individui maturi; probabilità di estinzione di almeno il 20% nei prossimi venti anni o cinque generazioni. La specie risulta quindi affrontare un rischio molto elevato di estinzione in natura.

La categoria «In Pericolo» nella versione 2.3 del 1994 della Lista Rossa della IUCN

Nella versione 2015 della Lista Rossa, la categoria In Pericolo comprendeva 3 739 taxon di animali e 3 381 di piante.

## Mammiferi
- Ailurus fulgens, panda rosso/panda minore

- Balaenoptera musculus, balenottera azzurra
- Hexaprotodon liberiensis, ippopotamo pigmeo
- Catagonus wagneri, pecari del Chaco
- Bubalus depressicornis, anoa di pianura
- Panthera tigris, tigre
- Pan troglodytes, scimpanzé
- Pan paniscus, bonobo

## Uccelli
- Megadyptes antipodes, pinguino degli antipodi
- Oxyura leucocephala, gobbo rugginoso

## Rettili
- Chelonia mydas, Tartaruga verde
- Cyclura cornuta, Iguana rinoceronte
- Cyclura lewisi, Iguana blu

## Pesci
- Thunnus maccoyii, tonno australe
- Isurus oxyrinchus, squalo mako
- Rhincodon typus, squalo balena

## Invertebrati
- Ornithoptera alexandrae, farfalla della regina Alessandra
- Austropotamobius pallipes, gambero di fiume